# Liste der Wappen im Hochtaunuskreis
Diese Liste zeigt die Wappen der Städte und Gemeinden sowie Wappen von ehemals selbständigen Gemeinden und aufgelösten Landkreisen im Hochtaunuskreis in Hessen.
In dieser Liste werden die Wappen mit dem Gemeindelink angezeigt.

Hochtaunuskreis[1]
Lage des Hochtaunuskreises in Hessen
Lage des Hochtaunuskreises in Deutschland

## Wappen der Stadt mit Sonderstatus im Hochtaunuskreis

Stadt Bad Homburg vor der Höhe

- Stadt
Bad Homburg vor der Höhe[2]

## Wappen der Städte und Gemeinden
- Stadt
Friedrichsdorf[3]
- Gemeinde
Glashütten[4]
- Gemeinde
Grävenwiesbach[5]
- Stadt
Königstein im Taunus[6]
- Stadt
Kronberg im Taunus[7]
- Stadt
Neu-Anspach[8]
- Stadt
Oberursel (Taunus)[9]
- Gemeinde
Schmitten im Taunus[10]
- Stadt
Steinbach (Taunus)[11]
- Stadt
Usingen[12]
- Gemeinde
Wehrheim[13]
- Gemeinde
Weilrod[14]

## Wappen ehemaliger Landkreise

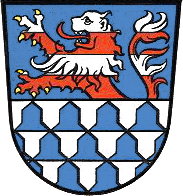
Obertaunuskreis
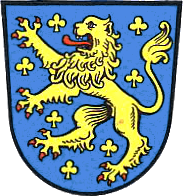
Landkreis Usingen

## Wappen ehemaliger Städte und Gemeinden

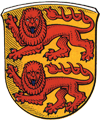
Gemeinde Weilrod Ortsteil Altweilnau

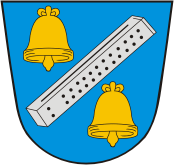
Stadt Neu-Anspach Ortsteil Anspach
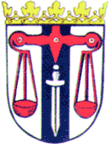
Gemeinde Schmitten im Taunus Ortsteil Arnoldshain
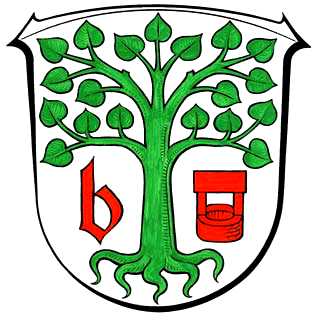
Stadt Oberursel Ortsteil Bommersheim
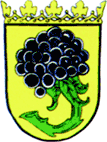
Gemeinde Schmitten im Taunus Ortsteil Brombach
Stadt Friedrichsdorf Ortsteil Burgholzhausen
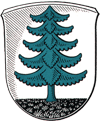
Gemeinde Weilrod Ortsteil Cratzenbach
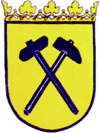
Gemeinde Schmitten im Taunus Ortsteil Dorfweil
Stadt Bad Homburg Ortsteil Dornholzhausen
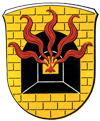
Gemeinde Weilrod Ortsteil Emmershausen
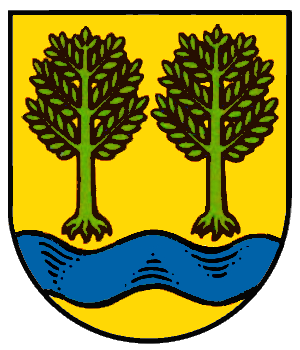
Stadt Usingen Ortsteil Eschbach
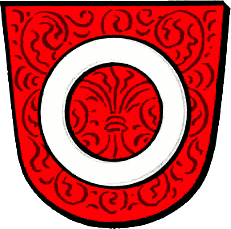
Stadt Königstein Ortsteil Falkenstein
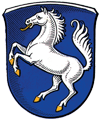
Gemeinde Weilrod Ortsteil Finsternthal
Stadt Friedrichsdorf Ortsteil Friedrichsdorf
Gemeinde Wehrheim Ortsteil Friedrichsthal
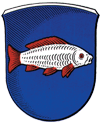
Gemeinde Weilrod Ortsteil Gemünden
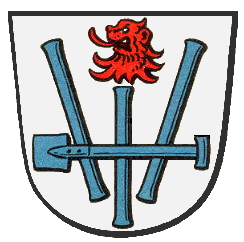
Stadt Bad Homburg Ortsteil Gonzenheim
Gemeinde Weilrod Ortsteil Hasselbach
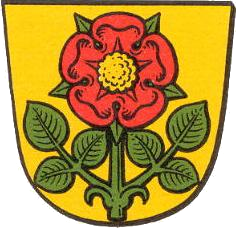
Stadt Neu-Anspach Ortsteil Hausen-Arnsbach
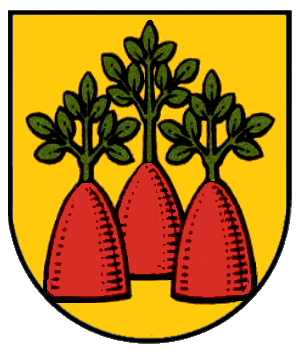
Gemeinde Grävenwiesbach Ortsteil Heinzenberg
Gemeinde Grävenwiesbach Ortsteil Hundstadt
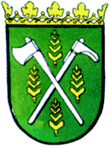
Gemeinde Schmitten im Taunus Ortsteil Hunoldstal
Stadt Bad Homburg Ortsteil Kirdorf
Stadt Friedrichsdorf Ortsteil Köppern
Stadt Usingen Ortsteil Kransberg
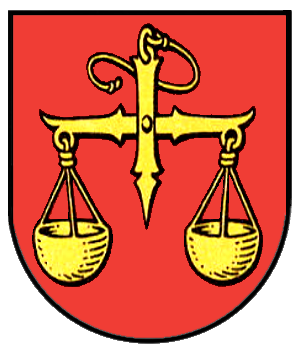
Gemeinde Grävenwiesbach Ortsteil Laubach
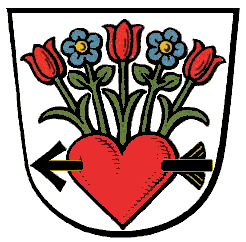
Stadt Königstein im Taunus Ortsteil Mammolshain
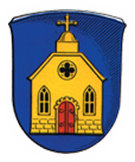
Gemeinde Weilrod Ortsteil Mauloff
Stadt Usingen Ortsteil Merzhausen
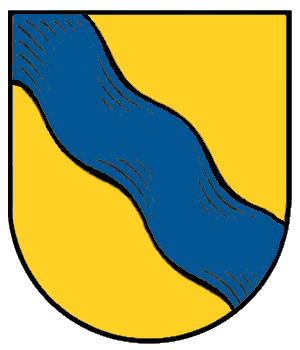
Stadt Usingen Ortsteil Michelbach
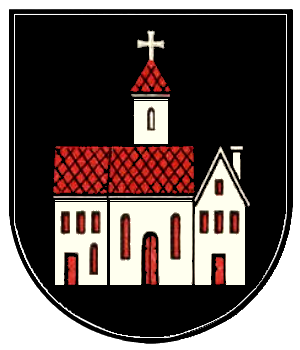
Gemeinde Grävenwiesbach Ortsteil Mönstadt
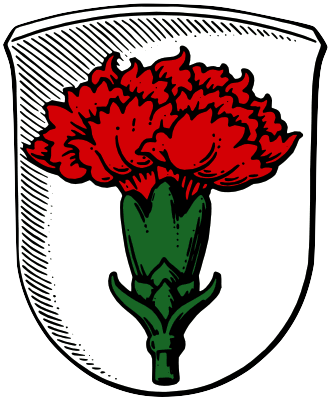
Gemeinde Grävenwiesbach Ortsteil Naunstadt
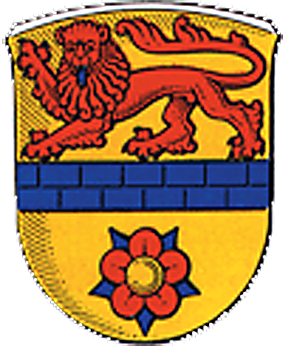
Gemeinde Weilrod Ortsteil Neuweilnau
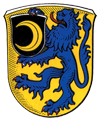
Gemeinde Weilrod Ortsteil Niederlauken
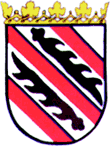
Gemeinde Schmitten im Taunus Ortsteil Niederreifenberg
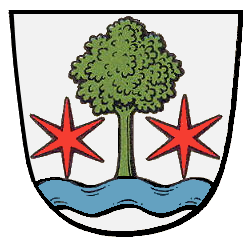
Stadt Bad Homburg Ortsteil Ober-Erlenbach
Stadt Bad Homburg Ortsteil Ober-Eschbach
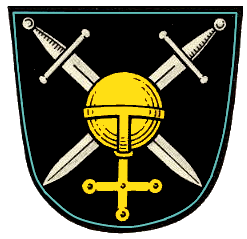
Stadt Kronberg im Taunus Ortsteil Oberhöchstadt
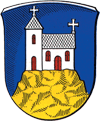
Gemeinde Weilrod Ortsteil Oberlauken
Gemeinde Wehrheim Ortsteil Obernhain
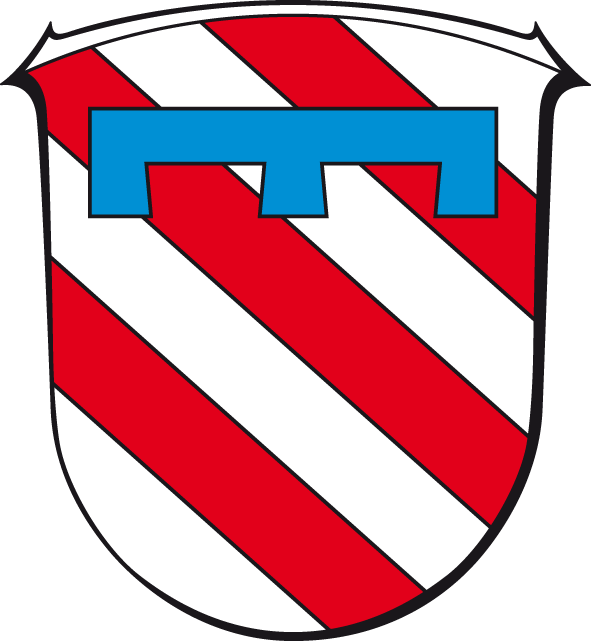
Gemeinde Schmitten im Taunus Ortsteil Oberreifenberg
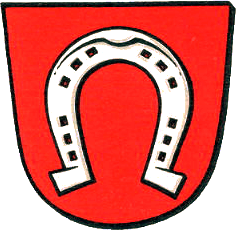
Stadt Oberursel Ortsteil Oberstedten
Gemeinde Wehrheim Ortsteil Pfaffenwiesbach
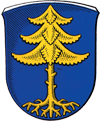
Gemeinde Weilrod Ortsteil Riedelbach
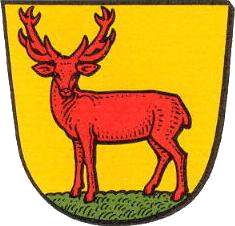
Stadt Neu-Anspach Ortsteil Rod am Berg
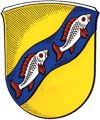
Gemeinde Weilrod Ortsteil Rod an der Weil
Gemeinde Glashütten Ortsteil Schloßborn
Gemeinde Schmitten im Taunus Ortsteil Schmitten
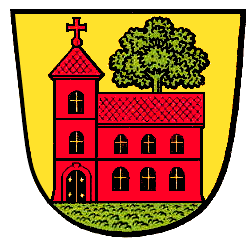
Stadt Königstein im Taunus Ortsteil Schneidhain
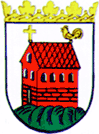
Gemeinde Schmitten im Taunus Ortsteil Seelenberg
Stadt Friedrichsdorf Ortsteil Seulberg
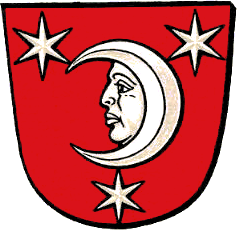
Stadt Oberursel Ortsteil Stierstadt
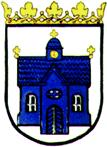
Gemeinde Schmitten im Taunus Ortsteil Treisberg
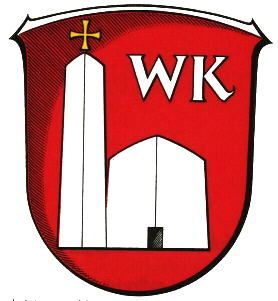
Stadt Oberursel Ortsteil Weißkirchen
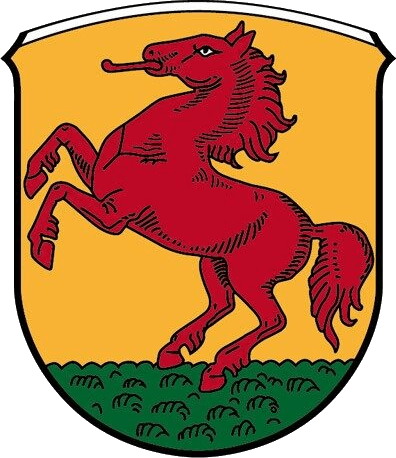
Stadt Usingen Ortsteil Wernborn
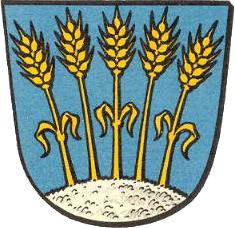
Stadt Neu-Anspach Ortsteil Westerfeld
Stadt Usingen Ortsteil Wilhelmsdorf
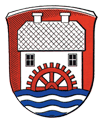
Gemeinde Weilrod Ortsteil Winden
Stadt Neu-Anspach
Ortsteil Anspach
Gemeinde Schmitten im Taunus Ortsteil Arnoldshain
- Stadt Oberursel
Ortsteil Bommersheim
Gemeinde Schmitten im Taunus
Ortsteil Brombach
- Stadt Friedrichsdorf
Ortsteil Burgholzhausen
- Gemeinde Weilrod
Ortsteil Cratzenbach
Gemeinde Schmitten im Taunus
Ortsteil Dorfweil
- Stadt Bad Homburg
Ortsteil Dornholzhausen
- Gemeinde Weilrod
Ortsteil Emmershausen
- Stadt Usingen
Ortsteil Eschbach
- Stadt Königstein
Ortsteil Falkenstein
- Gemeinde Weilrod
Ortsteil Finsternthal
- Stadt Friedrichsdorf
Ortsteil Friedrichsdorf
- Gemeinde Wehrheim
Ortsteil Friedrichsthal
- Gemeinde Weilrod
Ortsteil Gemünden
- Stadt Bad Homburg
Ortsteil Gonzenheim
- Gemeinde Weilrod
Ortsteil Hasselbach
- Stadt Neu-Anspach
Ortsteil Hausen-Arnsbach
- Gemeinde Grävenwiesbach
Ortsteil Heinzenberg
- Gemeinde Grävenwiesbach
Ortsteil Hundstadt
Gemeinde Schmitten im Taunus Ortsteil Hunoldstal
- Stadt Bad Homburg
Ortsteil Kirdorf
- Stadt Friedrichsdorf
Ortsteil Köppern
- Stadt Usingen
Ortsteil Kransberg
- Gemeinde Grävenwiesbach
Ortsteil Laubach
- Stadt Königstein im Taunus
Ortsteil Mammolshain
- Gemeinde Weilrod
Ortsteil Mauloff
- Stadt Usingen
Ortsteil Merzhausen
- Stadt Usingen
Ortsteil Michelbach
- Gemeinde Grävenwiesbach
Ortsteil Mönstadt
- Gemeinde Grävenwiesbach
Ortsteil Naunstadt
- Gemeinde Weilrod
Ortsteil Neuweilnau
- Gemeinde Weilrod
Ortsteil Niederlauken
- Gemeinde Schmitten im Taunus
Ortsteil Niederreifenberg
- Stadt Bad Homburg
Ortsteil Ober-Erlenbach
- Stadt Bad Homburg
Ortsteil Ober-Eschbach
- Stadt Kronberg im Taunus
Ortsteil Oberhöchstadt
- Gemeinde Weilrod
Ortsteil Oberlauken
- Gemeinde Wehrheim
Ortsteil Obernhain
- Gemeinde Schmitten im Taunus
Ortsteil Oberreifenberg
- Stadt Oberursel
Ortsteil Oberstedten
- Gemeinde Wehrheim
Ortsteil Pfaffenwiesbach
- Gemeinde Weilrod
Ortsteil Riedelbach
Stadt Neu-Anspach
Ortsteil Rod am Berg
- Gemeinde Weilrod
Ortsteil Rod an der Weil
- Gemeinde Glashütten
Ortsteil Schloßborn
- Gemeinde Schmitten im Taunus
Ortsteil Schmitten
Stadt Königstein im Taunus
Ortsteil Schneidhain
Gemeinde Schmitten im Taunus Ortsteil Seelenberg
Stadt Steinbach (Taunus)
Stadt Friedrichsdorf Ortsteil Seulberg
- Stadt Oberursel
Ortsteil Stierstadt
Gemeinde Schmitten im Taunus
Ortsteil Treisberg
- Stadt Oberursel
Ortsteil Weißkirchen
- Stadt Usingen
Ortsteil Wernborn
- Stadt Neu-Anspach
Ortsteil Westerfeld
- Stadt Usingen
Ortsteil Wilhelmsdorf
Gemeinde Weilrod Ortsteil Winden

## Blasonierungen
1. ↑  Wappen des Hochtaunuskreises: „In blauem, vorn mit silbernen Eisenhüten, hinten mit goldenen Kleeblättern bestreutem Feld ein gespaltener, vorn neunmal von Silber und Rot geteilter, hinten goldener Löwe.“
2. ↑  Bad Homburg vor der Höhe: „In Blau zwei schräggekreuzte silberne Hacken.“
3. ↑  Friedrichsdorf: „Im schräggevierten Schild oben in Blau eine silberne Rose mit silbernen Butzen, unten ein goldener Turm, vorn in Silber ein vierspeichiges rotes Rad und hinten in Silber ein rotes Hufeisen.“
4. ↑  Glashütten: „Gespalten durch eine aufsteigende, geschweifte Spitze mit einem goldenen Löwenkopf in von goldenen Schindeln bestreutem blauem Feld, vorne in Gold ein blauer Turm, hinten in Gold ein bewurzelter blauer Baum.“
5. ↑  Grävenwiesbach: „In Gold ein rotbewehrter schwarzer Adler mit zwei blauen Sternen über den Flügeln.“
6. ↑  Königstein im Taunus: „In Rot zwischen zwei silbernen Türmen ein geteilter und oben gespaltener Schild; vorne in Gold ein linksgewendeter, rechtsbewehrter schwarzer Löwe, hinten von Rot und Gold geteilt, unten in Silber drei rote Sparren.“
7. ↑  Kronberg im Taunus: „In geteiltem Schild oben dreimal von Silber und Rot geteilt, unten in Silber drei (2:1) blaue Eisenhütchen; auf den Schild aufgesetzt eine goldene Krone, aus der ein schwarzer Federbusch herauswächst.“
8. ↑  Neu-Anspach: „Schild geviertet und in der Mitte mit einem Ring in verwechselten Farben belegt; Feld 1: in Gold eine rote Rose mit grünen Butzen, Feld 2: in Grün eine goldene Glocke, Feld 3: in Grün eine goldene Ähre, Feld 4: in Gold eine rote Hirschstange.“
9. ↑  Oberursel (Taunus): „In Blau einen silbernen Schild mit zwei roten Sparren, darüber wachsend in rotem Gewand die golden bekrönte und mit goldenem Nimbus versehene Heilige Ursula, die in der Rechten drei silberne Pfeile, in der Linken ein silbernes, sechsspeichiges Rad hält.“
10. ↑  Schmitten im Taunus: „In Silber drei rote Schrägbalken, von unten durch eine eingeschweifte blaue Spitze geteilt, darin der silberne Bergfried der Burg Reifenberg, beiderseits mit silbernem Hammer und Schlägel begleitet.“
11. ↑  Steinbach (Taunus): „In Blau ein goldener bedachter Brunnen mit Holzbütte, in die aus zwei Röhren ein silberner Wasserstrahl fließt.“
12. ↑  Usingen: „Schild geviertet, im 1. und 4. Feld ein rotbewehrter goldener Löwe mit goldenen Schindeln in Blau, im 2. und 3. Feld ein rotbewehrter silberner Löwe mit silbernen Kreuzchen in Blau, in silbernem Herzschild ein gestieltes grünes Kleeblatt.“
13. ↑  Wehrheim: „In Rot übereinander zwei herschauende, schreitende, blau bewehrte goldene Löwen; im linken silbernen Obereck der rote Großbuchstabe W.“
14. ↑  Weilrod: „In Gold oben ein roter, blaubewehrter, herschauender Löwe, unten ein rotes Rad, getrennt durch einen blauen Wellenbalken, darin zwei silberne Fische mit roten Flossen.“
15. ↑  Obertaunuskreis: „Geteilt; oben in Blau ein wachsender, dreimal von Silber und Rot geteilter, golden bewehrter Löwe, unten in Silber drei Reihen blauen Eisenhutfehs.“
16. ↑  Landkreis Usingen: „In mit goldenen Kleeblättern bestreutem blauen Schild ein rot bewehrter goldener Löwe.“